# Pohulanka (województwo mazowieckie)
Pohulanka – wieś w Polsce, położona w województwie mazowieckim, w powiecie białobrzeskim, w gminie Białobrzegi. Przez miejscowość przebiega droga krajowa DK48.
W latach 1975–1998 miejscowość położona była w województwie radomskim.
Miejscowość wchodzi w skład sołectwa Okrąglik. Według Narodowego Spisu Powszechnego z roku 2011 wieś liczyła 69 mieszkańców i była dziesiątą co do liczby ludności miejscowością gminy.
Wierni Kościoła rzymskokatolickiego należą do parafii św. Jana Chrzciciela w Stromcu.